# Роллетт, Александр
Александр Ро́ллетт (нем. Alexander Rollett; 14 июля 1834, Баден, Нижняя Австрия — 1 октября 1903, Грац) — австрийский физиолог и гистолог.

## Биография
Александр Роллетт — сын Карла Роллетта, врача городской и курортной службы в Бадене под Веной и приходился внуком врачу и естествоиспытателю Антону Роллетту, брату врача и преподавателя высшей школы Эмиля Роллетта, и племянником поэту Герману Роллетту.
По окончании гимназии в Винер-Нойштадте Александр Роллетт изучал медицину в Венском университете, где его главными учителями стали учёные Карл Людвиг и Эрнст Вильгельм фон Брюкке. По воспоминаниям Ивана Михайловича Сеченова в 1858 году Роллетт был ассистентом Брюкке, проводил опыты с растворением кровяных шариков электрическими разрядами через кровь, и показывал результаты своих экспериментов Карлу Людвигу в его лаборатории, где Сеченов и Роллетт подружились, вместе ежедневно ходили обедать и много общались. Сеченов даёт следующий портрет Роллетта:
Спокойный и даже несколько флегматичный с виду, он, однако, резко воодушевлялся, передавая какое-нибудь выдающееся событие в науке или жизни, резко относился к клерикалам, как врагам всякого прогресса и врагам Австрии. К женскому полу относился равнодушно, ве́нок не любил, называя их пустыми, жадными на роскошь вертушками. Принадлежал вообще к разряду людей с горячим сердцем, при несоответственно спокойной внешности. Достаточно было раз увидеть на его некрасивом лице милую, добрую улыбку, чтобы признать, что это хороший человек.
С 1863 года и до конца жизни Роллетт профессором физиологии и гистологии в Грацском университете, руководил физиологическим институтом, здание которого было построено в 1872 году. В разные годы Роллетт неоднократно был деканом медицинского факультета и ректором Грацского университета. Роллетт одним из первых австрийских учёных признал правильность теории Чарлза Дарвина о происхождении видов. Благодаря многочисленным научным публикациям Роллетта Грац превратился в международный центр образования в области физиологии. 
С 1864 года Роллетт — член-корреспондент, с 1871 года — действительный член Императорской академии наук в Вене, с 1882 года — член-корреспондент Шведского медицинского общества в Стокгольме и правительственный советник (регирунгсрат), c 1892 года — член Баварской академии наук. В 1893 году Александр Роллетт получил чин надворного советники (нем. Hofrat), а в 1894 году — был избран президентом врачебной палаты Штирии. Помимо преподавательской деятельности Роллетт участвовал в политической жизни и являлся депутатом ландтага Штирии и муниципального совета Граца.
Александр Роллетт был женат на Розе Роллетт, урождённой Вендль. У супругов родилось четверо детей, в том числе литератор Эдвин Роллетт и Октавия Роллетт, первая женщина, открывшая медицинскую практику в Граце. Александр Роллетт похоронен на Центральном кладбище в Граце.

## Труды
- Über freie Enden quergestreifter Muskelfäden im Innern der Muskeln. In: Sitzungsberichte der Kaiserlichen Akademie der Wissenschaften. Mathematisch-Naturwissenschaftliche Classe. Bd. 21, 1856, ZDB-ID 211442-2, S. 176—180.
- als Herausgeber: Untersuchungen aus dem Institute für Physiologie und Histologie in Graz. 3 Hefte. Engelmann, Leipzig 1870—1873, ZDB-ID 553363-6, Digitalisat Heft 1, Digitalisat Heft 2-3.
- Physiologie des Blutes und der Blutbewegung. In: Герман, Лудимар (Hrsg.): Handbuch der Physiologie. Band 4: Handbuch der Physiologie des Kreislaufs, der Athmung und der thierischen Wärme. Theil 1. Vogel, Leipzig 1880, S. 1-340.
- Beiträge zur Physiologie der Muskeln. In: Denkschriften der Kaiserlichen Akademie der Wissenschaften. Mathematisch-Naturwissenschaftliche Classe. Bd. 53, Abt. 1, 1887, ZDB-ID 961131-9, S. 193—256.
- Untersuchungen über Contraction und Doppelbrechung der quergestreiften Muskelfasern. In: Denkschriften der Kaiserlichen Akademie der Wissenschaften. Mathematisch-Naturwissenschaftliche Classe. Bd. 58, Abt. 1, 1891, S. 41-98.
- Über Zweck und Freiheit des akademischen Lebens. Rede, gehalten am 6. Dezember 1894 bei der Inauguration des Rectors der Karl-Franzens-Universität in Graz. Leuschner & Lubensky, Graz 1895.
- Die wissenschaftliche Medizin und ihre Widersacher von heute. Inaugurations-Rede. In: Die feierliche Inauguration des Rektors der Grazer Universität. 1902/1903, ZDB-ID 311921-x, S. 26-47.